# Тализіна Валентина Ілларіонівна
Валенти́на Ілларіо́нівна Тали́зіна (22 січня 1935, Омськ, РРФСР — 21 червня 2025, Москва ) — радянська і російська акторка театру та кіно, Народна артистка РРФСР (1985).
Підтримувала російське вторгнення в Україну.

## Життєпис
1958 закінчила Державний інститут театрального мистецтва (Москва). Працює в Театрі імені Моссовета. Має дочку та онуку. Проживає в Москві.
Знялась в українських фільмах: «Квіти для Олі» (1976, Галина Іллінічна), «За п'ять секунд до катастрофи» (1977, міс Гримбль), «Напередодні прем'єри» (1978, Валентина Степанівна), «По вулицях комод водили» (1979, Вознесенська), «Приморський бульвар» (1988, т/ф, Жанна Львівна), «На знак протесту» (1989, т/ф, Аглая Андріївна), «Яма» (1990).

## Антиукраїнська діяльність
Тализіна неодноразово робила українофобні заяви в публічному просторі, зокрема у березні 2014 року заявляла, що після Євромайдану в Україні за допомогою так званих «фашистських елементів» до влади прийшла нова «фашистська» влада. Тоді ж у березні 2014 року Тализіна підписала листа на підтримку політики президента Росії Володимира Путіна щодо російської військової окупації частини України: Криму та Донбасу. Коментуючи свою публічну підтримку анексії Росією українських земель Криму та Донбасу, Тализіна у 2014 році заявила що підтримала окупаційну політику Путіна, бо він все робив вірно:
Крим — це наша [російська] територія. Хрущов зробив такий жест невідомо чому.
Опісля Тализіна неодноразово незаконно відвідувала з гастролями окупований у 2014 році Росією український Крим зокрема у 2015, 2016 роках тощо. Відповідно Тализіна з 2015 року є фігуранткою Переліку осіб, які створюють загрозу нацбезпеці України як особа, яка порушила державний кордон України й відповідно становить загрозу національній безпеці України та є фігуранткою бази даних центру «Миротворець» з 2019 року як особа, яка порушила державний кордон України й відповідно становить загрозу національній безпеці України.
В 2023 році підтримала війну Росії проти України, назвавши війну «абсолютно потрібною справою». Виступила з антисемітськими заявами стосовно Алли Пугачової і Лії Ахеджакової, заявивши, що вони буцімто приховують своє єврейське походження, озвучивши антисемітський стереотип про євреїв, що прагнуть замаскуватися під чужими прізвищами. Також Тализіна озвучила антисемітський стереотип про начебто погане ставлення євреїв до неєвреїв, заявивши, що режисер Ельдар Рязанов «погано до мене ставився, бо я гойка».

## Смерть
Померла 21 червня 2025 року у Москві.

## Ролі

### Ролі в театрі
- «Петербурзькі сновидіння в віршах і прозі» Федір Достоєвський — Катерина Іванівна
- «Дядечкин сон»
- «Остання жертва»
- «Царство земне» Теннессі Вільямс
- «Царськая охота» — Катерина II
- «Уроки музики» — Валентина Ілларіонівна
- «Місіс лев», Сергій Коковкін — Софія Андріївна
- «Двоє з великої дороги»
- «Матінка Кураж та її діти» Бертольд Брехт — матінка Кураж
- «Мораль пані Дульської» — пані Дульська

### Естрадні постановки
- «Поетеси Срібного віку»

### Фільмографія
1. 1963 — Комендант сніжної фортеці (телеспектакль) — Ніна
2. 1963 — Людина, яка вагається — Інна, слідча-практикантка
3. 1967 — Шлях до «Сатурна» — Надя
4. 1967 — Кінець «Сатурна» — Надя
5. 1968 — Зигзаг удачі — Алевтина, приймальниця
6. 1968 — Ташкент — місто хлібне — Додонова, мати Міши
7. 1968 — Зустрічайте поїздом — вчителька
8. 1968 — Людський голос — епізод
9. 1970 — Вас викликає Таймир — Олена Миколаївна Попова, матір Люби
10. 1970 — Дивовижна застава — мати Альоші
11. 1971 — Старі-розбійники — секретарка Федяєва
12. 1971 — Чорні сухарі — Зворикіна
13. 1972 — Улюблені сторінки (телеспектакль) — епізод
14. 1972 — Іванів катер — Олена Бурлакова
15. 1972 — Переклад з англійської — мама Пушкарьова
16. 1972 — Шторм (телеспектакль) — редакторка
17. 1972 — Велика перерва — вчителька хімії Ніна Петрівна
18. 1973 — Неймовірні пригоди італійців у Росії — чергова по поверху в готелі
19. 1973 — Призначення — епізод
20. 1974 — Подорож місіс Шелтон — місіс Шелтон
21. 1974 — Агонія — Аглая
22. 1975 — Ольга Сергіївна — Галя
23. 1975 — Афоня — майстриня ЖЕКу Людмила Іванівна Вострякова
24. 1975 — Іронія долі, або З легкою парою! — шкільна вчителька Валя, а також озвучення головної героїні — Наді
25. 1976 — Поки стоять гори — Скуратова, альпіністка, досвідчена інструкторка
26. 1976 — Квіти для Олі — Ганна Іллівна, вчителька
27. 1976 — Вечірнє світло (телеспектакль) — Тамара Миколаївна, секретарка редакції
28. 1977 — Одруження — Фекла Іванівна
29. 1977 — Втеча з в'язниці — Аннушка
30. 1977 — Кільця Альманзора — королева Януарія
31. 1977 — Зворотний зв'язок — Петрова
32. 1977 — Портрет з дощем — Ірина
33. 1978 — Напередодні прем'єри — Валентина Степанівна
34. 1978 — І це все про нього — Євгенія Сергіївна Столєтова
35. 1978 — По вулицях комод водили — Валерія Аркадіївна Вознесенська
36. 1978 — Уроки французької — тьотя Надя
37. 1978 — Весняна путівка — Тоня
38. 1979 — Вірою і правдою — тітка Сергуні
39. 1979 — Сніданок на траві — Анна Петрівна
40. 1979 — Сцени з сімейного життя — Валентина Мартинова, мати Каті
41. 1979 — Чужа компанія — Валентина Іванівна
42. 1980 — Вечірній лабіринт — чергова по поверху
43. 1980 — Дульсінея Тобоська — мати Альдонси
44. 1980 — Про бідного гусара замовте слово — акторка провінційного театру
45. 1981 — На чужому святі — капітан міліції Ніна Андріївна Токмакова
46. 1981 — Прийдуть страсті-мордасті — Віра Степанівна, мати Льоньки і Володі
47. 1981 — Слідством встановлено — Лідія Іванівна Найдьонова
48. 1981 — Факти минулого дня — Віра
49. 1981 — Штормове попередження — Людмила, керівниця групи
50. 1982 — Дитячий світ — Міла Горяєва, подруга Людмили Яківни
51. 1982 — Культпохід до театру — Поліна, дружина Тихомирова
52. 1983 — Ранок без оцінок — бабуся Кості Королькова
53. 1983 — Божевільний день інженера Баркасова — Кобиліна
54. 1984 — Гостя з майбутнього — Марія Павлівна / Веселун У в її образі
55. 1984 — Зудов, ви звільнені! — Хонькина, завідуюча клубом
56. 1984 — Мій обраний — мати Тимофія
57. 1985 — Ще люблю, ще сподіваюся — Антоніна
58. 1985 — Лиха біда початок — Надія Іванівна Карпова, старша товарознавиця Будинку взуття
59. 1985 — Непрофесіонали — Женя
60. 1985 — Після дощику в четвер — Варвара
61. 1985 — Шкідлива неділя — вчителька математики
62. 1986 — Мій ніжно коханий детектив — місис Ектон
63. 1988 — Лапта (к/м) — епізод
64. 1988 — Приморський бульвар — Жанна Львівна
65. 1989 — Руанська діва на прізвисько Пампушка — Мадам
66. 1989 — Слідство ведуть ЗнаТоКі. Мафія — Анна Кіндратівна Тушина, директорка канатної фабрики
67. 1989 — Село Степанчиково та його мешканці — Обноскіна
68. 1989 — Маленька людина у великій війні — Галина
69. 1990 — Анютині оченята і панські ласки — бариня
70. 1990 — Арбатський мотив — Майя Михайлівна, дружина Петра Валентиновича
71. 1990 — Іспанська акторка для російського міністра — туристка
72. 1990 — Яма — Емма Едуардівна, власниця борделю
73. 1991 — Геній — Смирнова
74. 1991 — «Рік гарної дитини» — Сонька
75. 1991 — Летючий голландець — Серафима, дружина кооператора
76. 1992 — Наш американський Боря — Ольга
77. 1992 — Щасти Вам, панове! — хазяйка Люсі
78. 1993 — Баттерфляй
79. 1995 — Злодійка — Народний суддя
80. 1995 — Домовик і мереживниця
81. 1996 — Чоловік для молодої жінки — мати Насті
82. 2000 — Старі клячі — прибиральниця Олександра
83. 2001 — З погляду ангела — Валентина
84. 2001 — Підозра — мати Андрія
85. 2007 — Ленінград — Валя
86. 2007 — Іронія долі. Продовження — Валентина
87. 2007 — Приватне замовлення

### Телесеріали
1. 1994—1995 — Петербургські таємниці — княгиня Чечевинська
2. 2003 — Лінії долі — Роза Сергійовна
3. 2004—2005 — Зцілення коханням — Зінаїда Степанівна, бабуся Паші
4. 2005 — Терміново в номер — Раїса Віталійовна, мати Віки
5. 2005 — Велике зло та дрібні капості — Марія Григорівна, директорка
6. 2006 — Дев'ять місяців — старша медсестра
7. 2006 — Міський романс — бабуся
8. 2006 — Сищики — Любов
9. 2007 — Солдати 13 — мама Староконя
10. 2007 — На шляху до серця — Світлана Ковальова

### Документальне кіно
- «Жінки в житті Івана Буніна» (1994) — сценарій та акторська робота

### Озвучування
- Ліліта Озоліня у фільмі А. Бренча «Довга дорога в дюнах»;
- Барбара Брильська у фільмі Іронія долі, або З легкою парою!;
- Елеонора Зубкова у фільмі «ТАСС уповноваженний заявити»;
- «Троє з Простоквашино» — мати дядька Федора;
- «Кіт Котофєйович» — Лисиця

## Відзнаки
- Народна артистка РРФСР (1985)
- Кінопремія «Золотий орел» (2004)
- Орден Пошани (2005)